# جولیلمو دلا پورتا
 جوجلیلمو دلا پورتا (انگلیسی: Guglielmo della Porta؛ ۱۵۰۰ – ۱۵۷۷) یک معمار، و مجسمه‌ساز اهل ایتالیا بود.